# Покап
Пока́п (рос. Покап) — селище у складі Нижньотуринського міського округу Свердловської області.
Населення — 3 особи (2010, 9 у 2002).
Національний склад населення станом на 2002 рік: росіяни — 89 %.